# Шмальштеде
Шмальштеде (нім. Schmalstede) — громада в Німеччині, розташована в землі Шлезвіг-Гольштейн. Входить до складу району Рендсбург-Екернферде. Складова частина об'єднання громад Бордесгольм.
Площа — 4,81 км2. Населення становить 298 ос. (станом на 31 грудня 2020).